# Mordellaria
Mordellaria là một chi bọ cánh cứng trong họ Mordellidae.
Chi này được miêu tả khoa học năm 1950 bởi Ermisch.

## Các loài
Chi này gồm các loài:
- Mordellaria africana Franciscolo, 1956
- Mordellaria arakii (Nakane & Nomura, 1950)
- Mordellaria aurata (Kôno, 1928)
- Mordellaria aurofasciata (Comolli, 1837)
- Mordellaria binotata Horák, 1995
- Mordellaria hananoi (Nakane & Nomura, 1950)
- Mordellaria hesei Franciscolo, 1965
- Mordellaria humeralis Nomura, 1961
- Mordellaria kanoi (Kôno, 1932)
- Mordellaria latior Nomura, 1967
- Mordellaria pulchella Ermisch, 1954
- Mordellaria scripta (Fairmaire & Germain, 1863)
- Mordellaria triguttata Nomura, 1961
- Mordellaria zenchii Tokeji, 1953